# Homaloxestis briantiella
Homaloxestis briantiella is een vlinder uit de familie Lecithoceridae. De wetenschappelijke naam is voor het eerst geldig gepubliceerd in 1879 door Turati.
De soort komt voor in Europa.